# Cuenca (Spanyolország)
Cuenca néven egy község és annak központja ismert Spanyolországban, Cuenca tartományban. 
Lakosainak száma 53 429 fő (2024).

## Fekvése
Cuenca Abia de la Obispalía, Palomera, Buenache de la Sierra, Tragacete, Vega del Codorno, Poyatos, Fuentenava de Jábaga, Chillarón de Cuenca, Villar de Domingo García, Bascuñana de San Pedro, Sotorribas, Mariana, Villalba de la Sierra, Las Majadas, Uña, Arcos de la Sierra, Castillejo-Sierra, Fresneda de la Sierra, Fuertescusa, Cañizares, Beteta, Santa María del Val, Lagunaseca, Masegosa, Checa, Albarracín, Zafrilla, Valdemeca, Huélamo, Valdemoro-Sierra, Beamud, La Cierva, Cañada del Hoyo, Fuentes, Arcas del Villar, Villar de Olalla, Monteagudo de las Salinas, Olmeda del Rey és Las Valeras községekkel határos.

## Nevezetességei
Erődített óvárosa a Világörökség része. Nevezetes műemlékei még a Huécar patak völgyének sziklafalai fölé nyúló úgynevezett függőházak.

## Népesség
A település népessége az utóbbi években az alábbiak szerint változott:
| Lakosok száma | 46 491 | 47 862 | 51 205 | 55 866 | 56 703 | 55 738 | 55 102 | 54 690 | 53 988 | 53 429 |
|               | 2001   | 2004   | 2006   | 2009   | 2011   | 2014   | 2016   | 2019   | 2021   | 2024   |